# Łagiewniki
Łagiewniki (in tedesco Heidersdorf) è un comune rurale polacco del distretto di Dzierżoniów, nel voivodato della Bassa Slesia. Ricopre una superficie di 124,42 km² e nel 2004 contava 7 284 abitanti.

## Località nei dintorni
| - Jaźwina (Langseifersdorf) - Ligota Wielka (Groß Ellguth) - Łagiewniki (Heidersdorf) - Młynica (Mellendorf) - Oleszna (Langenöls) - Przystronie (Pristram, 1937–1945 Breitental) - Radzików (Rudelsdorf) | - Ratajno (Panthenau) - Sieniawka (Lauterbach) - Sienice (Senitz) - Słupice (Schlaupitz) - Sokolniki (Wättrisch) - Stoszów (Stoschendorf) - Trzebnik (Trebnig) |

## Storia
Łagiewniki è stata la sede di uno dei 45 sottocampi del campo di concentramento di Auschwitz.